# Hyperspektrální cytometrie

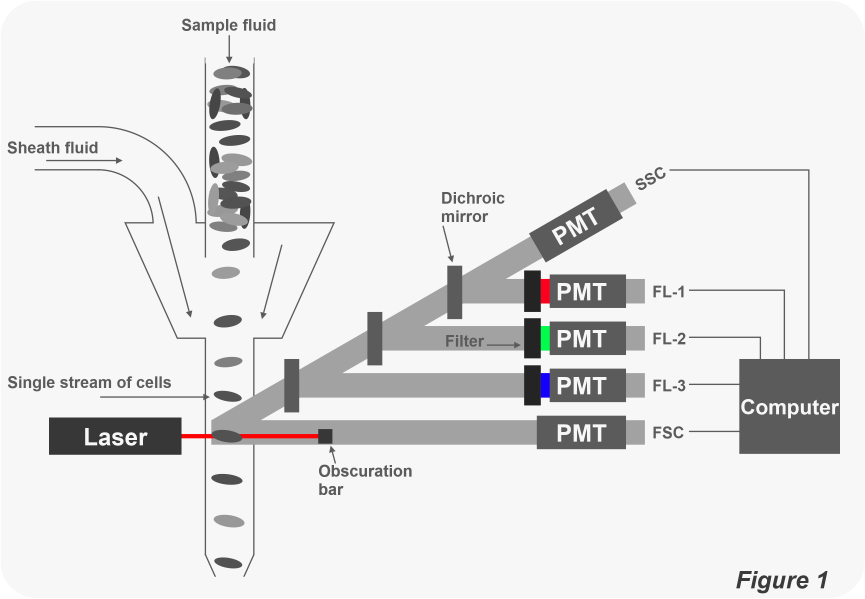
Průtokový cytometr

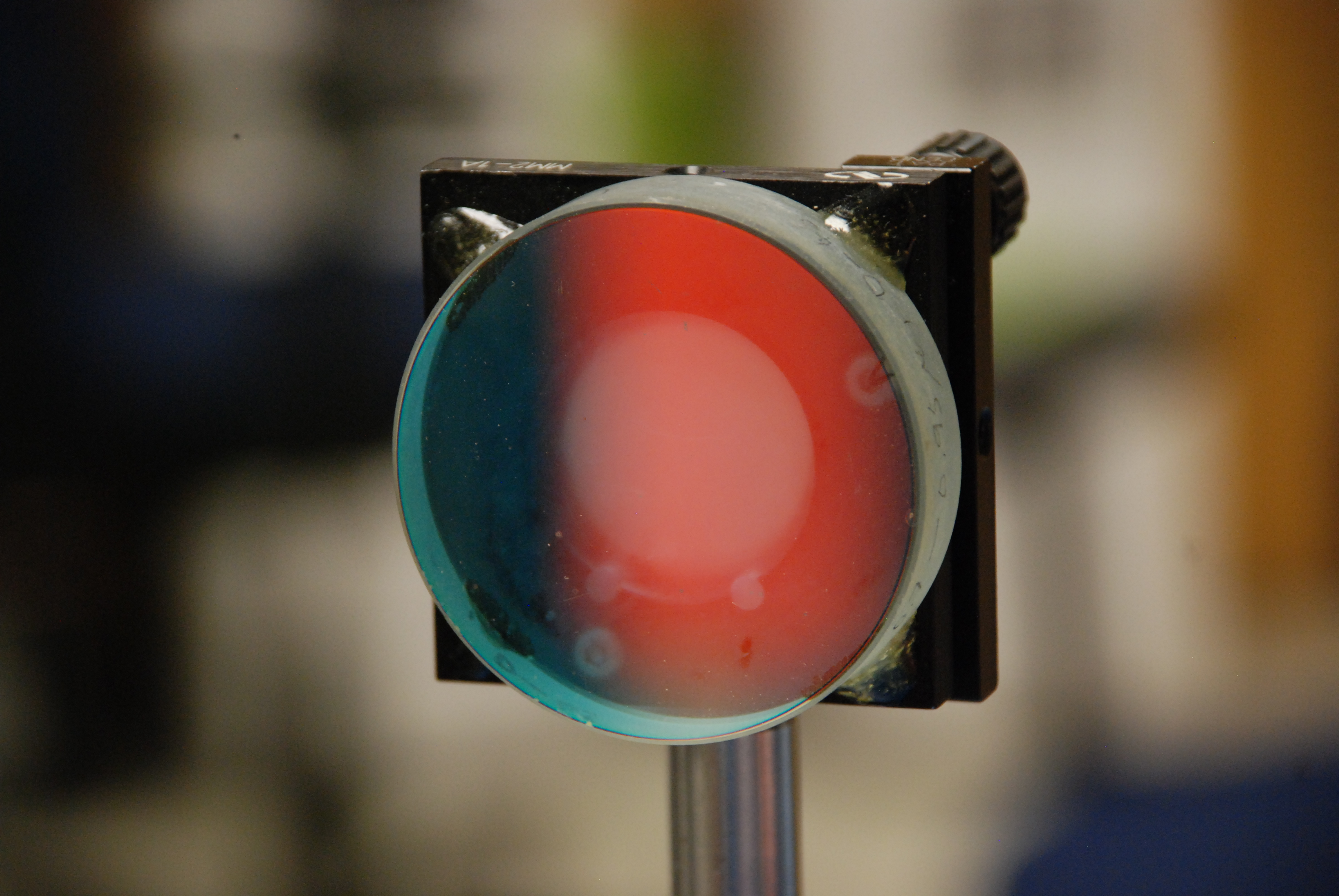
Dichroické zrcátko

Hyperspektrální cytometrie je velmi účinný cytometrický nástroj, díky kterému je možné zkoumat velké množství biologických částic v jednom časovém úseku (řádově několik tisíc). V současnosti je možné zkoumat okolo 8–15 parametrů a pozorované částice lze zkoumat živé.

## Princip
Principem hyperspektrální cytometrie je excitace fluoroforů (organické barvy, nanočástice, fluorescenční bílkoviny) vázaných na biologické částice. Následně emitovaný paprsek světla je rozložen na celé spektrum. Jednotlivé části spektra jsou poté usměrněny soustavou zrcadel filtrů a detektorů. Hlavním rozdílem od běžných cytometrů je rozklad zkoumaného paprsku na jednotlivé části spektra. To umožňuje jednodušší a kvalitnější sběr více parametrů. Soubor těchto parametrů charakterizuje jednotlivou částici. Udává její tzv. footprint (otisk).
K excitaci se využívá svazek jednoho anebo více laserů. Biologické částice jsou seřazeny jedna po druhé v kapiláře pomocí proudu vody. Procházejí postupně paprskem laseru při excitačním času okolo 1–10 µs. Emitované spektrum se pohybuje v rozmezí 350–800 nm. Emitované světlo a světlo odražené je rozděleno soustavou dichroických zrcadel a band-pass filtrů (pásmová propust). Problémem může být, že část světla bývá na těchto filtrech a zrcadlech pohlcena. Tento problém se řeší vhodným nastavením úhlů těchto zrcadel filtrů. Nejprve bývají odkloněny části spektra o větší vlnové délce, kvůli daleko větší energii. K vedení jednotlivých paprsků se využívá optických kabelů. Výsledné vyfiltrované paprsky jsou sbírány fotonásobiči a následně ukládány k další analýze. Pro Forward Scatter a SideScatter se užívá fotodiod a pro fluorescenční emisi fotonásobičů.

## Využití
Hyperspektrální cytometrie se využívá v genetice, imunologii, mikrobiologii, diagnostické medicíně, molekulární biologii a dalších přírodních vědách.